# Guy Richardson
Pour les articles homonymes, voir Richardson.
Guy Colquhoun Richardson, né le 8 septembre 1921 à Guildford et mort le 27 octobre 1965 à Hillingdon, est un rameur d'aviron britannique. Il est le fils du bobeur britannique Alexander Richardson.

## Carrière
Guy Richardson participe aux Jeux olympiques de 1948 à Londres et remporte la médaille d'argent en huit, avec Christopher Barton, Michael Lapage, Ernest Bircher, Paul Massey, John Meyrick, Alfred Mellows, Jack Dearlove et Charles Lloyd.